# Müsavat
Müsavat (Azerbeidzjaans: Müsavat Partiyası) is de oudste nog bestaande politieke partij van Azerbeidzjan. Müsavat is een Azerbeidzjaans leenwoord uit het Arabisch en betekent gelijkheid of saamhorigheid. De partij heeft drie vormen gekend: Oud Müsavat, Müsavat in Ballingschap en Nieuw Müsavat.

## Geschiedenis

### Oud Müsavat
Müsavat werd in 1911 opgericht door Mehmed Emin Resulzade, zijn neef Mehmed Ali Resulzade, Abbasgulu Kazimzade, en Taghi Nagioglu.

### Müsavat in Ballingschap
Na de val van de Democratische Republiek Azerbeidzjan werd de partij in ballingschap opnieuw opgericht door Mehmed Emin Resulzade in de laatste dagen van het Ottomaanse Rijk in Istanboel. De partij in ballingschap verhuisde later naar de nieuwe Turkse hoofdstad Ankara.

### Nieuw Müsavat
In 1989 kwamen Azerbeidzjanse intellectuelen bijeen om Müsavat opnieuw op te richten tijdens de onafhankelijkheidsstrijd tegen de Sovjet-Unie. De partij voert oppositie tegen de regerende Nieuw Azerbeidzjaanse Partij van president Ilham Aliyev.